# Esmeraldas (telenovela)
Esmeraldas (em inglês: Emeralds),  é uma telenovela colombiana produzida em 2015 por Caracol Televisión.
É protagonizada por Luis Fernando Montoya, Nicolás Montero, Jairo Camargo, Ricardo Guerrero, Jimmy Vásquez,  Ricardo Mejia, Haydée Ramírez, Carolina Acevedo, Laura de León, Tommy Vásquez, David Prada, Patricia Ércole, Alejandra Lara, Kristina Lilley ,  Maria Lara  , Nicole Santamaría, Diego Vásquez, Armando Gutiérrez, Carlos Fernández, Peter Cárdenas , Luis Alfredo "Lucho" Velasco e Juan Pablo Urrego.

## Elenco
- Luis Fernando Montoya, como Alejandro Guerrero
- Nicolás Montero, como Alejandro Guerrero
- Jairo Camargo, como Ricardo Guerrero
- Jimmy Vásquez, como Ricardo Guerrero
- Juliana Bautista, como  "Azucena e Esperança"
- Ricardo Mejía, como Ricardo Guerrero
- Haydée Ramírez, como Olga Guerrero
- Carolina Acevedo, como Olga Guerrero
- Laura de León, como Olga Guerrero
- Tommy Vásquez, como Eduardo Guerrero
- David Prada, como Eduardo Guerrero
- Patricia Ércole, como Reina Ortega
- Alejandra Lara, como Reina Ortega
- Kristina Lilley, como Esmeralda Ortega
- María Lara, como Esmeralda Ortega
- Nicole Santamaría, como Esmeralda Ortega
- Diego Vásquez, como Patricio Ortega
- Víctor Gómez, como Alcides Pinzón
- Manuel José Chávez, como Alcides Pinzón
- Carlota Llanos, como Gladys de Ortega
- Isabel Gaona, como Gladys de Ortega
- Armando Gutiérrez, como Javier
- Carlos Fernández, como Padre Javier
- Peter Cárdenas, como Padre Javier
- Jorge Herrera, como Melo
- Nelson Camayo, como Melo
- Walter Luenga, como Zarco
- Luly Bossa, como Alcira
- Stefanía Gómez, como Alcira
- Carolina Gaitán, como Esperanza
- Sofia Reyes - Esperanza
- John Alex Toro, como Daniel
- Fernando Arévalo, como Tito
- Álvaro Rodríguez, como Jacinto Casas
- Juan Carlos Arango, como Iván
- Rafael Zea, como Rubén
- Biassini Segura, como Rubén
- Edgardo Román, como Fermín Rojas
- Mario Duarte, como Inspector Rogelio Téllez
- Saín Castro, como "El Tigre"
- Carlos Hurtado, como "El Tigre"
- Juan Felipe Muñoz, como "El Tigre"
- Anasol, como Lucia Flor del Valle
- Gill González, como Lucia Flor del Valle
- Juana Arboleda, como Amada Rosa
- Gilberto Ramírez, como Zeus
- Lucho Velazco, como  Zeus
- Hermes Camero, como Pateperro
- Anderson Balsero, como Pateperro
- Julio Pachón, como Malasuerte
- Javier Ávila, como Malasuerte
- Fernando Villate, como Gonzalo
- Carlos Gutiérrez, como Ramiro
- Julio Sánchez Coccaro, como Sigifredo
- Gastón Velandia, como Villegas
- Alfonso Rojas, como Rómulo
- Luis Alfredo "Lucho" Velasco, como Otávio Guerrero
- Juan Pablo Urrego, como Otávio Ortega
- Johana Bustos, como Verónica Guerrero
- Danielle Arciniegas, como Verónica Guerrero
- Rodolfo Silva, como Mauro Moreno
- Orlando Lamboglia, como 'Senador
- Fernando Lara, como Padre Alfonso
- Heidy Bermúdez, como 'Adelaida
- Julio Correal, como Sargento Santos
- Juan Calderón, como Israel
- Margarita Reyes, como Úrsula
- Hector Mejia, como Cabo Torres
- Pedro Mogollón, como Aristides Bayona
- Guillermo Galvez, como Rodolfo